# Кумшатське
Кумша́тське (рос. Кумшатское) — село в Куйбишевському районі Ростовської області Росії. Входить до складу Кринично-Лузького сільського поселення.

## Географія
Географічні координати: 47°47' пн. ш. 39°10' сх. д. Часовий пояс — UTC+4.
Кумшатське розташоване на південному схилі Донецького кряжу. Відстань до районного центру, села Куйбишева, становить 21 км. Через село протікає річка Правий Тузлів.

### Урбаноніми
- вулиці — Пролетарська, Степова, Центральна[2].

## Історія
Кумшатське засноване в червні 1777 року старшиною Іваном Кумшацьким, який побудував тут власний будинок і заселив хутір українським селяни. Станом на 1801 рік тут мешкало 76 осіб, налічувалося 12 дворових господарств.
Після революції 1917 року і громадянської війни село увійшло до складу Кам'яно-Тузловської сільради Голодаєвського району Таганрозької округи Північно-Кавказького краю. У Кумшатському налічувалося 82 дворових господарства, 497 мешканців, початкова школа, 1 дрібне промислове підприємство, млин і 47 колодязів.

## Населення
За даними перепису населення 2010 року на території села проживало 73 особи. Частка чоловіків у населенні складала 45,2% або 33 особи, жінок — 54,8% або 40 осіб.